# CA Belgrano
Club Atlético Belgrano de Córdoba – argentyński klub piłkarski z siedzibą w mieście Córdoba. Posiada również inne sekcje sportowe. Klub gra obecnie w drugiej lidze argentyńskiej - Primera B Nacional.

## Historia
Klub założony został w roku 1905 przez grupę nastolatków, z mającym 14 lat Arturo Orgazem jako pierwszym prezesem. Nazwali swój klub na cześć argentyńskiego bohatera narodowego Manuela Belgrano, natomiast barwy klubu wywodzą się od flagi narodowej, której twórcą był właśnie Belgrano.
W roku 1908 klub wystartował w drugiej lidze miasta Córdoba, zdobywając mistrzostwo, potem następne dwa mistrzostwa tej ligi dały awans do lokalnej pierwszej ligi. Przydomek Piratas („Piraci”) prawdopodobnie wziął się od tego, że kibice podążający za drużyną Belgrano często powodowali zamieszki w innych miastach.
Po założeniu Federación Cordobesa de Fútbol („Związek piłkarski prowincji Córdoba”), Belgrano wygrało pierwsze mistrzostwo prowincji w 1913 roku. W kolejnym roku Belgrano obroniło mistrzostwo, a dodatkowo 13 maja 1914 rozegrano pierwsze derby miasta pomiędzy Belgrano a Talleres. Spotkanie trwało jedynie kilka minut, gdyż zawodnicy Talleres opuścili boisko, po tym jak ich zdaniem przeciwnicy zdobyli bramkę ze spalonego.
W latach 1929–1937 Belgrano wygrało wszystkie mistrzostwa ligi prowincji Córdoba, oprócz roku 1934 kiedy to triumfował Talleres. Potem wygrywali jeszcze w 1940, 1946, 1947, 1950, 1952, 1954, 1955, 1956 (Unión Cordobesa de Fútbol) oraz 1957.
Belgrano grał od 1968 w ogólnokrajowej prowincjonalnej lidze Nacional. W roku 1986 awansował do drugiej ligi. Pierwszą ligę argentyńską klub osiągnął w roku 1992, w której grał do roku 1996. Po krótkiej absencji Belgrano wrócił do pierwszej ligi w 1998, by w sezonie 2001/02 znów spaść do ligi drugiej.
Pokonując dwukrotnie po 2:1 trzecią od końca pierwszoligowej tabeli spadkowej drużynę Olimpo Bahía Blanca, Belgrano znów znalazł się wśród najlepszych drużyn Argentyny.

## Stadion
Dnia 17 marca 1929 ukończony został jeden z pierwszych cementowych stadionów w Argentynie - Estadio Gigante de Alberdi. El Gigante został w 1997 zmodernizowany, by sprostać wymaganiom pierwszej i drugiej ligi argentyńskiej.